# Diospyros melanoxylon
Diospyros melanoxylon é uma espécie de angiosperma da família Ebenaceae, nativa da Índia e do Sri Lanka, com casca dura e seca. Seu nome comum deriva da Costa do Coromandel, a costa do sudeste da Índia. Localmente, é conhecida como temburini ou por seu nome hindi tendu. Em Orissa, Jarcanda e Assão, é conhecida como kendu. Em Andra Pradexe e Telanganá, é conhecida como tuniki. As folhas podem ser enroladas em torno do tabaco para criar o bidi indiano, que ultrapassou a venda de cigarros convencionais na Índia. O fruto verde-oliva da árvore é comestível.

## Farmacologia

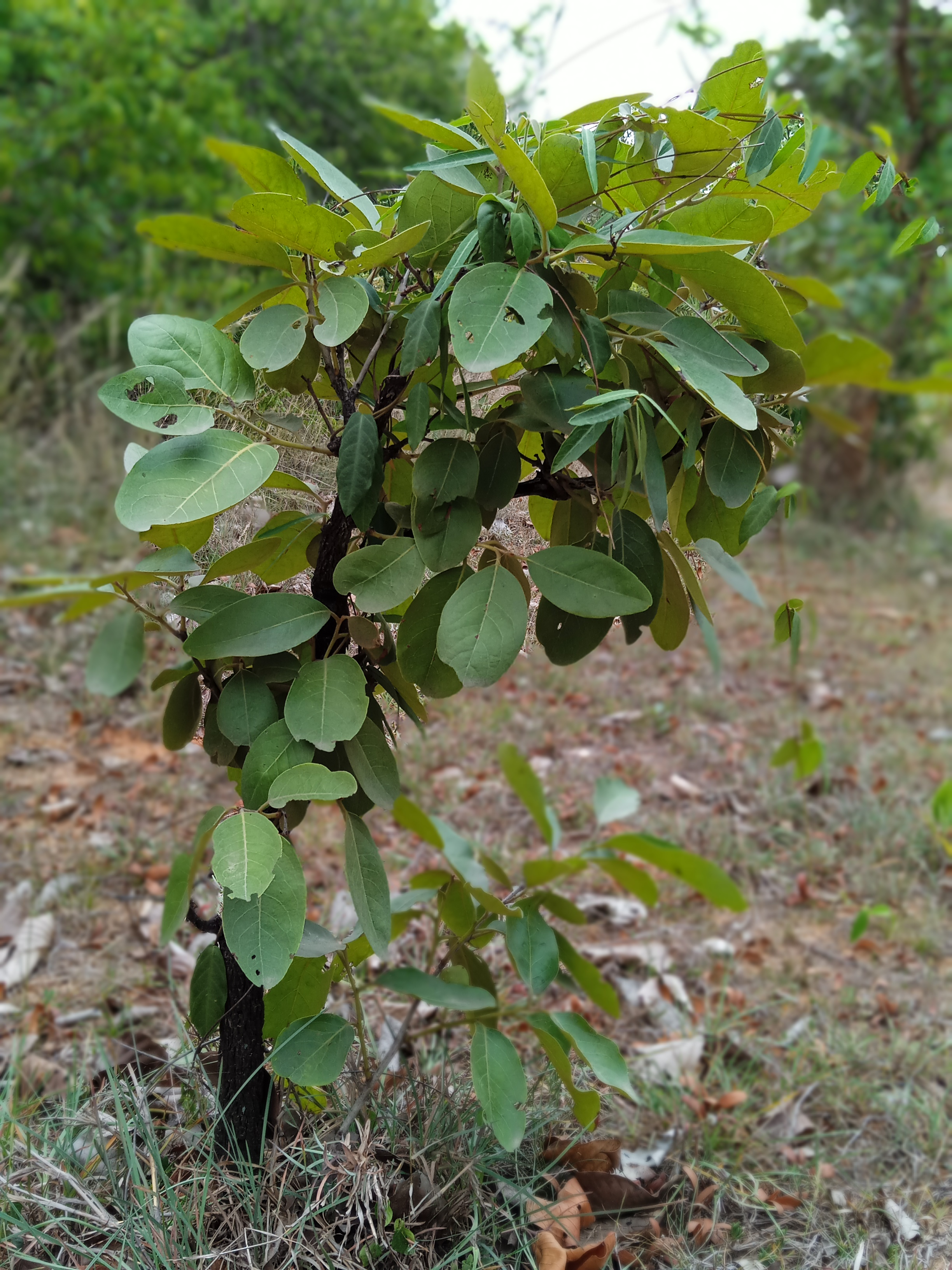
Pequena árvore tendu de Purulia, Bengala Ocidental, Índia.

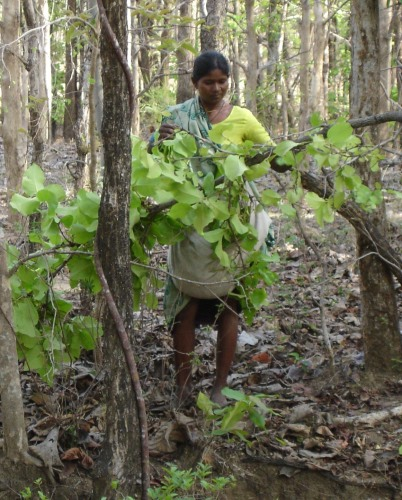
Coleta da folha de tendu.

A folha da árvore contém flavonas valiosas. Os triterpenos pentacíclicos encontrados nas folhas possuem propriedades antimicrobianas, enquanto a casca apresenta atividade anti-hiperglicêmica. Foi determinado que a casca de quatro espécies de Diospyros encontradas na Índia tem efeitos antiplasmódicos significativos contra o Plasmodium falciparum, que causa malária em humanos.

## Método de coleta
As folhas de tendu são usadas como invólucro para o bidi. Durante o verão, as folhas frescas são produzidas pelos brotos que emergem do solo. Isso também é aprimorado com o acendimento de uma fogueira sob a árvore tendu. As folhas frescas são colhidas manualmente pelos tribais e secas ao sol por 10 dias. Essa prática é observada nos estados indianos de Maarastra, Madia Pradexe, Orissa e Chatisgar. O governo estadual concede a licença para a coleta e o processamento das folhas de tendu por meio de licitação todos os anos.

## Cultura e mitologia
O tendu, também conhecido como tiril, e o kendu também têm referências culturais e mitológicas. De acordo com o povo Munda [en], durante o antigo Sengael Deaah (um evento de chuva de fogo), seus antecessores se abrigaram no oco da árvore tiril. A árvore tiril (tendu) não é considerada facilmente inflamável. Uma cavidade na árvore tiril é uma visão comum, pois as tribos batem no tronco com pedras grandes para que as frutas maduras caiam. Essa batida repetida ao longo do tempo cria uma cavidade na árvore.
Devido à natureza não inflamável da árvore, após a plantação de arroz, as tribos plantam um galho dela no campo para proteger a colheita de qualquer evento de Sengael Deaah no futuro.
A árvore tendu também é usada na fabricação de tacos de hóquei pelos adivasis de Jarcanda e Orissa. Um galho jovem e reto da árvore é aquecido no fogo e lentamente moldado nas curvas de um taco de hóquei.
Muitos vilarejos foram batizados de acordo com a localização e a presença da árvore na vizinhança. Entre elas estão Tiril Posi, Tiril, Tiril Haatu, Kenduda (“Tendu” também é conhecido como Kendu na região de South Chotanagpur) em Jarcanda e o distrito de Kendhujhar em Orissa.

## Variedades
Há uma variedade nomeada dessa espécie, Diospyros melanoxylon var. tupru.